# تغییر رفتار (بهداشت عمومی)
تغییر رفتار یک هدف اصلی در مداخلات بهداشت عمومی است که بیشتر بر پیشگیری قبل از شروع بیماری تمرکز می‌کند. این مخصوصاً در کشورهایی با درآمد پایین و متوسط اهمیت بیشتری دارد. به دلیل اینکه کارایی هزینه‌های بهداشتی و منفعت ناشی از مداخلات بهداشتی به صورت دقیقی در دهه‌های اخیر مورد توجه قرار گرفته‌است. تغییر رفتار در بهداشت عمومی همچنین به صورت ارتباطات تغییر رفتار واجتماع نیز شناخته شده‌است.

## پیشینه
بسیاری از شرایط و موقعیت‌های بهداشتی به وسیلهٔ رفتارهای پرخطر مانند مسئله مشروبات الکلی، مصرف مواد مخدر، استعمال دخانیات، رانندگی بی دقت، پرخوری یا روابط جنسی محافظت نشده ایجاد می‌شود. یک سؤال کلیدی که در رفتارهای بهداشتی مطرح می‌شود این است که چگونه برای پیش‌بینی و اصلاح یا اتخاذ و پایداری رفتارهای سلامت اقدام نمود. خوشبختانه انسان‌ها در اصل بر روی رفتارشان کنترل دارند. رفتارهایی که سلامت را به خطر می‌اندازند می‌توانند به وسیلهٔ خود تنظیمی حذف شوند و رفتارهای ارتقاء دهنده سلامت جایگزین آن‌ها گردد برای مثال؛ فعالیت بدنی،کنترل وزن، روش‌های تغذیه‌ای، بهداشت دهان و دندان و استفاده از کاندوم و پیشگیری از تصادفات. تغییر رفتار سلامت به فرایندهای انگیزشی، ارادی و کنشی اشاره دارد که سبب ترک رفتارهایی که موجب به خطر انداختن سلامتی می‌گردد و نیز سبب کمک به تبدیل و پایداری رفتارهای ارتقاء دهنده سلامت می‌گردد
برنامه‌های تغییر رفتار که در طول زمان تکامل یافته‌اند شامل طیف وسیعی از فعالیت‌ها و رویکردهای است که بر افراد، جوامع و تأثیرات محیطی بر رفتار انسان تمرکز می‌کند. تغییر رفتار یک اصطلاح نسبتاً جدید در بهداشت عمومی است که نباید با مفهوم اصلاح رفتار که یک اصطلاح با معنی خاص در روانپزشکی بالینی است اشتباه شود.
یک مفهوم در حال ظهور در نظام سلامت آمریکا این است که تغییرات کوچک بیشتر قابل مدیریت هستند. و ضرورت ندارد که تغییرات به صورت شدید و گسترده در سبک زندگی فرد به منظور دیدن منافع آن اعمال گردد؛ مقدار کم بهتر از هیچ است. زمینه رژیم غذایی و ورزشی به‌طور خاص سود تغییرات کم و متوسط را نشان می‌دهد. برای مثال: مراحل تغییر رفتار بیشتر شامل فعالیت‌های بدنی می‌تواند باعث بهبود، امید به زندگی،کنترل وزن و تقویت سلامت روان گردد. همچنین سبب کاهش احتمال بروز برخی بیماری‌ها مانند دیابت نوع دوم و بیماری‌های قلبی عروقی و تعدادی از سرطان‌ها می‌گردند

## نظریه‌ها
برنامه‌های تغییر رفتار تمایل دارند بر روی چندین نظریه تغییر رفتار که در دهه ۱۹۸۰ بدست آمد متمرکز شوند. این نظریه‌ها یک وجه مشترک مهم در تعریف اقدامات فردی را به عنوان منبعی از تغییر به اشتراک می‌گذارند. برنامه‌های تغییر رفتار که به عنوان مداخلات شناخته شده معمولاً بر روی فعالیت‌هایی متمرکز است تا به افراد یا جوامع برای کاهش رفتارهای پرخطر و همچنین خطر آسیب‌پذیری کمک کند. مثال‌ها عبارتند از: نظریه فرا نظری (مراحل تغییر)، الگوی تغییر رفتار، نظریه عمل منطقی، الگوی باور سلامتی، نظریه رفتار برنامه‌ریزی شده، انتشار نوآوری و رویکرد فرایند عمل سلامت. توسعه نظریه‌های تغییر رفتار سلامت از اواخر دهه ۱۹۹۰ بر روی ترکیب نظریه‌های مختلف تغییر رفتار سلامت و تبدیل به یک نظریه یکپارچه متمرکز شده‌است

## ابزارها
گروه‌های مراقبت، گروه‌هایی از ۱۰ تا ۱۵ داوطلب هستند، آموزش دهندگان سلامت مبتنی بر جامعه، آن‌هایی هستند که به‌طور منظم با هم ملاقات دارند. تجزیه و تحلیل موانع یک ابزار ارزیابی سریع مورد استفاده در پروژه‌های تغییر رفتار جهت شناسایی تعیین کننده‌های رفتاری است. گندزدایی کلی جامعه محور، یک ابزار تغییر رفتار مورد استفاده در بخش گندزدایی برای مناطق روستایی در کشورهای در حال توسعه می‌باشد که هدف آن جلوگیری از اجابت مزاج در فضای باز است. روش مورد استفاده شرم، انزجار و فشار همسالان پس از یک فرایند تحریک اولیه منجر به ساختن فوری واستفاده طولانی مدت از توالت می‌شود.

## ارتباطات تغیر رفتار
ارتباطات تغییر رفتار یک رویکرد تغییر رفتار است که بر روی ارتباطات تمرکز دارد و به ارتباطات تغییر رفتار و اجتماع معروف است. فرضیات این است که در میان بعضی از انواع ارتباطات، افراد و جوامع به نحوی متقاعد می‌شوند که می‌توانند در مسیری که زندگیشان را امن‌تر و سالم‌تر کند رفتار کنند. ارتباطات تغییر رفتار برای اولین بار در پروژه‌های پیشگیری از HIV و سل به کار گرفته شد. اخیراً حوزه و دامنه آن رشد کرده و شامل هر گونه فعالیت ارتباطی است که هدف آن کمک به افراد و جوامعی است که رفتاری را انتخاب می‌کنند که تأثیر مثبتی در سلامتیشان دارد. مانند ایمن سازی، غربالگری سرطان گردن رحم، بکارگیری سرنگ یکبار مصرف و غیره.

## مثال‌ها
مرکز برنامه‌های ارتباطی جان هاپکینز که متخصص در تغییر رفتار ارتباطی مرتبط با سلامت است، برنامه‌ها در درجه اول در کشورهای در حال توسعه می‌باشد. این برنامه‌ها شامل برنامه‌های سلامت باروری و تنظیم خانواده، مالاریا و اچ آی وی و ایدز می‌باشد.
گسترش رسانه‌های بین‌المللی با استفاده از رسانه‌های جمعی باعث ترویج رفتارهای سالم در بورکینافاسو، جمهوری دموکراتیک کنگو و موزامبیک شده‌است.
جوانان علاقه‌مند اطلاعاتی برای جوانان مهیا می‌کند به منظور کاهش شیوع اچ آی وی / ایدز در بوتسوانا